# Blackcrowned
Albums de Marduk
La Grande Danse macabre
(2001) World Funeral
(2003)
Blackcrowned est la première compilation du groupe de black metal suédois Marduk. La compilation est sortie le 19 février 2002 sous le label Regain Records.

## Musiciens
- Andreas Axelsson – chant
- Legion – chant
- Morgan Steinmeyer Håkansson – guitare
- Magnus « Devo » Andersson – guitare
- B. War – basse
- Joakim Göthberg – batterie, chant
- Fredrik Andersson – batterie

## Liste des morceaux

### CD 1
1. The Sun Turns Black as Night – 2:57
2. The Funeral Seemed to Be Endless – 3:49
3. Darkness Breeds Immortality – 3:30
4. A Sculpture of the Night – 3:03
5. Untrodden Paths (Wolves Part II) – 5:22
6. The Sun Has Failed – 5:18
7. Deathride – 3:16
8. Earth A.D. (reprise de The Misfits) – 1:51
9. Beyond the Grace of God – 5:21
10. Glorification – 4:07
11. Black Tormentor/Shadow of Our Infernal King – 4:20
12. Infernal Eternal/Towards the Land of the Damned – 4:36

### CD 2
1. Bloodletting – 6:02
2. Todeskessel Kurland – 2:32
3. Paint It Black (reprise des Rolling Stones) – 3:14
4. Macabre (reprise de Samhain) – 2:20
5. Baptism by Fire – 4:11
6. Funeral Bitch – 4:00
7. Dracole Wayda – 4:12
8. Sulphur Souls – 5:39
9. Materialized in Stone – 5:38
10. Opus Nocturne – 2:05
11. Autumnal Reaper – 2:54
12. Samhain – 1:30
13. Hell Child – 2:57